# Мартин Товар и Товар
Мартин Товар и Товар (шп. Martín Tovar y Tovar; Каракас, 10. новембар 1827 — Каракас, 17. децембар 1902) је био један од најважнијих венецуеланских сликара 19. века.
Рођен је у Каракасу, 10. фебруара 1827. Ишао је на часове цртања у Каракасу, и 1850. године отишао у Шпанију на студије на Краљевској Академији Сан Фернандо у Мадриду. Такође је студирао и на Академији лепих уметности у Паризу, између 1852. и 1855. Након повратка у Каракас, Товар и Товар је давао часове цртања, а потом је постао и директор Академије лепих уметности у Венецуели.
Најпознатије дело му је уље на платну Битка код Карабоба.